# Брембио
Брембио (итал. Brembio) је насеље у Италији у округу Лоди, региону Ломбардија.
Према процени из 2011. у насељу је живело 2367 становника. Насеље се налази на надморској висини од 64 м.

## Становништво
| 1931. | 1936. | 1951. | 1961. | 1971. | 1981. | 1991. | 2001. | 2011. |
| ----- | ----- | ----- | ----- | ----- | ----- | ----- | ----- | ----- |
| 3.239 | 3.092 | 3.455 | 3.035 | 2.571 | 2.507 | 2.298 | 2.364 | 2.647 |